# Command & Conquer: Tiberian Sun
Command & Conquer: Tiberian Sun – druga część sagi Command & Conquer i jednocześnie fabularnie kontynuacją pierwszego C&C (znanego również jako Tiberian Dawn). Gra została wydana w 1999, jej producentem była firma Westwood Studios. Gra wydawana również z dodatkiem Firestorm.

## Opis fabuły
Wydarzenia przedstawione w grze rozgrywają się w niedalekiej przyszłości, w latach trzydziestych bieżącego wieku.
Podobnie jak w poprzednich częściach serii, gracz może dokonać wyboru strony, którą poprowadzi do zwycięstwa – Globalną Inicjatywę Obronną (Global Defense Initiative, lub GDI – organizację powołaną około pół wieku temu przez ONZ i NATO po odnalezieniu w rzece Tyber tajemniczego minerału, której zadaniem jest obrona światowego pokoju i ładu) lub Bractwo Nod, czyli paramilitarną organizację, dążącą do dominacji nad światem i zmonopolizowania światowego rynku Tyberium. Wybór strony determinuje rozwój dalszej fabuły – GDI będzie odpierało zaciekłe ataki odrodzonego w krótkim czasie Bractwa, żeby po pewnym czasie odkryć spisek, jaki knuje Kane – przywódca Nod, podczas gdy po stronie Bractwa gracz stopniowo zdominuje całą planetę, oczyszczając ją z sił GDI i realizując plany Kane'a.

## Rozgrywka

### Strony konfliktu

#### Globalna Inincjatywa Obronna (ang. Global Defense Initiative)
Mimo zwycięstwa w poprzedniej wojnie i zajęcia Świątyni Nod w Sarajewie wciąż toczy ciężką bitwę o przetrwanie – Tyberium okazuje się być znacznie bardziej toksyczne i szkodliwe, niż to na początku zakładano, Bractwo Nod podnosi się z upadku, a ekosystem Ziemi ulega powolnej transformacji wskutek ekspansji Tyberium. Centrum dowodzenia GDI ze względów bezpieczeństwa i niestabilnych warunków (zarówno społecznych, jak i ekologicznych) przeniesione zostało na orbitalną stację Filadelfia (ang. Philadelphia). Podstawowe założenia Inicjatywy nie uległy zmianie i organizacja wciąż jest wierna idei, dla której powstała. Dużej modernizacji zostały poddane siły GDI – ze względu na trudne warunki ograniczono użycie piechoty, a wszyscy żołnierze wyposażeni są w specjalne uzbrojenie i kombinezony. Z użytku wyszły czołgi, zastąpione zostały ciężkimi robotami wojennymi, poruszającymi się na mechanicznych "nogach", znacznie zwiększyło się też znaczenie lotnictwa. Przywódcą GDI jest generał Solomon, absolwent West Point, i długotrwały członek organizacji.

#### Bractwo Nod (ang. Brotherhood of Nod)
Błyskawicznie podnoszące się z upadku Bractwo przeszło transformację z grupy paramilitarnej, znanej z czasów I wojny tyberiańskiej, w zmilitaryzowaną sektę, której system wierzeń oparty jest na doktrynie "Technologii Pokoju", pod którą kryje się umożliwienie Tyberium swobodnej ekspansji, i własny udział w transformacji ekosystemu, polegający na poddawaniu żywych organizmów kontrolowanym mutacjom, tworzenie cyborgów przy pomocy Tyberium, wreszcie transformacja życia ziemskiego jako takiego w życie oparte na związkach Tyberium przy pomocy wiedzy, uzyskanej z rozbitego statku kosmicznego obcej rasy Scrin (którzy przypuszczalnie sprowadzili na Ziemię Tyberium). Przywódcą Bractwa jest tajemniczy Kane, uznany po ostatecznej bitwie w poprzedniej wojnie za martwego, a który wykorzystał czas wątpliwego pokoju na odbudowanie struktur Bractwa.

### Tyberium
Tajemniczy pierwiastek stanowi jeszcze większą zagadkę niż w czasie Pierwszej Wojny Tyberiańskiej – duże połacie terenu, w szczególności położonego w strefach zwrotnikowych i umiarkowanych, są stopniowo transformowane w tereny nie nadające się do zamieszkania przez ludzi ani żadne inne organizmy oparte na związkach węgla, a na których pojawiają się nowe gatunki, takie jak Diabeł Tyberiański (Tiberian Fiend – istota zbliżona rozmiarami do byka, na wzór jeżozwierza zdolna bronić się lub atakować za pomocą odłamków Tyberium, które pokrywają grzbiet owej istoty. Dysponuje dość dużą inteligencją, czego dowodem jest możliwość przynajmniej częściowego oswojenia go i używanie w charakterze psa strażniczego przez frakcję Zapomnianych), Tiberian Riparius i Tiberian Vinifera (powstałe przypuszczalnie z mutacji ziemskich roślin, odpowiedzialne za ekspansję Tyberium), Visceroidy (bezkształtne organizmy, wrogo nastawione do otoczenia, powstałe w wyniku bliżej nieokreślonej mutacji ludzkiej tkanki), Żyły Tyberiańskie (organizm, rozprzestrzeniający się na sąsiadujące tereny przy pomocy specyficznych "odnóży", które służą też do podawania pokarmu do centralnej "jamy gębowej", będącej jedynym wrażliwym na ostrzał elementem istoty) oraz istota, zwana Tiberium Floaterem – unoszący się nad ziemią organizm, absorbujący i powoli trawiący otaczające go ziemskie organizmy.

### Zapomniani (The Forgotten)
Stanowią melanż niedobitków dawnego społeczeństwa, którzy padli ofiarą mutacji tyberiańskich. Przewodzi im obdarzony darem jasnowidzenia (przynajmniej według jego podwładnych) Tratos. Zapomniani znaleźli się początkowo na marginesie całego konfliktu, mimo faktu, iż są dobrze wyszkolonymi i zaprawionymi w bojach żołnierzami (co wymuszone zostało przez skrajnie niesprzyjające warunki). Mimo faktu, że mogą przebywać w strefach Tyberium bez skafandrów i odzyskiwać tam zdrowie, pierwiastek ten stopniowo mutuje ich organizmy, co prowadzi do przemiany w istotę tyberiańską, śmierci lub poważnych zaburzeń psychicznych (co widać wyraźnie na przykładzie Umagon – wojowniczki Zapomnianych). Nie stoją początkowo po stronie GDI lub Bractwa Nod, jednak rozwój wydarzeń po obu stronach sprawia, że w końcu angażują się w konflikt po stronie Globalnej Inicjatywy Obronnej.